# Municipio di Petersham
Il Municipio di Petersham (in inglese: Petersham Town Hall) è un edificio storico del sobborgo di Petersham presso Sydney in Australia. 

## Storia
La prima pietra dell'edificio venne posata dal sindaco M. McMahon il 18 dicembre 1880. Il progetto originario, in stile italianeggiante, venne redatto da Thomas Rowe. Dopo diciotto mesi di lavori, il municipio venne ufficialmente inaugurato dal sindaco John Gelding il 19 aprile 1882. Negli anni successivi venne eretta un'aggiunta lungo il prospetto meridionale.
L'edificio venne demolito nel 1937 e ricostruito assumendo l'aspetto attuale secondo il progetto degli architetti Rudder & Grout, venendo completato nel 1938.

## Descrizione
L'edificio presenta uno stile Art déco.